# Pseudorbitacolax varunae
Pseudorbitacolax varunae is een eenoogkreeftjessoort uit de familie van de Bomolochidae. De wetenschappelijke naam van de soort is voor het eerst geldig gepubliceerd in 1968 door Bennet.